# 网络观察基金会与维基百科

引发争议的专辑《处女杀手》封面

2008年12月5日，英国网络观察基金会将英语维基百科上有关蝎子乐队1976年专辑《处女杀手》的页面列入黑名单，其理由是专辑封面存在的争议。这张图片的内容是一位全裸少女仅用玻璃破碎的效果挡住生殖器部位。根据英国议会通过的《1978年儿童保护法令》，该图片被视为“潜在的非法内容”，该法令禁止创建或持有儿童的不雅照片。网络观察基金会的黑名单被用在如Cleanfeed之类的网页过滤系统中。
图片描述页面的统一资源定位符也被列入了黑名单，图片本身及其缩略图却仍然可以访问。《处女杀手》专辑发布时，其封面确被视为存在争议，并且在部分地区发行时也换成了蝎子乐队成员的照片。网络观察基金会描述，这张图片是“一位小于18岁孩童的潜在非法不雅图片”，维基百科的政策表示，不会审查“可能被一些读者视为亵渎或具冒犯性”的内容；会删除的不当内容只是属于破坏、无关，或是违反站点服务器所在地美国佛罗里达州相关法律的内容。
这种审查虽然直接导致通过受影响的ISP连接英语维基百科的英国读者无法访问相应内容，但这张专辑封面仍然可以在包括Amazon.com英国分站（但之后被删除）在内的多家大型网站看到，而且这张专辑也有在英国销售。这一审查也对维基百科产生了一些间接影响，即暂时使得所有使用受影响互联网服务提供商（ISP）的英国编辑者无法编辑百科中的任何页面。网络观察基金会表示这是无心的“附带损伤”。2008年12月9日，通过调用申诉程序并对情况进行审核后，网络观察基金会从黑名单中去除了相关页面，并宣布不会再将该图像在其它国家的复制品网页列入黑名单。

## 背景
蝎子乐队于1976年发行了专辑《处女杀手》，专辑封面当时被认为有争议，其内容是一位全裸的少女，仅用玻璃破碎的效果来档住生殖器部位。唱片在部分地区发行时将封面换成了乐队成员的照片，如RCA公司就拒绝在美国销售使用存在争议图片为封面的唱片。不过，这并非蝎子乐队唱片封面首次引起争议，之前的专辑《Taken by Force》和《Lovedrive》也曾有过类似的情况。
在英国，部分ISP会对包括儿童色情在内的非法内容进行严格的自我规管。这种做法起源于英国电信引入的一种名叫“Cleanfeed”的服务器端网站内容过滤系统，该系统将利用从网络观察基金会提供的数据进行运作。网络观察基金会是一个半官方机构组织，该组织运作有一个网站，用户可以在这里报告含有非法或疑似非法内容的网页来将之加入黑名单中。《1978年儿童保护法令》规定，展示小于18岁孩童的不雅图片违反英国法律，而网络观察基金会的举措是为了阻止用户访问非法内容。2007年初，英国政府规定，全国所有的ISP都有义务过滤非法内容。

## 加入黑名单
2008年12月5日，网络观察基金会将维基百科上《处女杀手》条目和封面图片的描述页面网址加入黑名单。接下来，英国境内包括英国电信、 沃达丰、Tesco.net、O2、EasyNet/UK Online/Sky Broadband、Orange、Demon和TalkTalk在内所有大型ISP的用户都无法访问相应内容。
网络观察基金会通讯主任莎拉·罗伯森（Sarah Robertson）表示，这张图片评级“为1-5级的第1级，这是最不具冒犯性的一级”，认为图片“有名无实”。虽然图像本身并没有被标为“非法”，但基金会认定这是一张“18以下孩童的潜在非法不雅图片”。
网络观察基金会表示，他们最早是在2008年12月4日接到相关维基百科页面网址的通报。而在之前的2008年5月，一个总部设在美国的社会保守派网站“WorldNetDaily”也向美国联邦调查局报告了维基百科上的这张封面图片。一个名为“忧虑的美国女性”（Concerned Women for America）的保守基督教宣传组织官员表示，“让那样的图片继续张贴，维基百科是在帮助进一步促成性變態和恋童癖”。《电子内容》（EContent）杂志在随后的报道中声称，维基百科上该条目的讨论页“之前的讨论已经达成广泛共识，决定不会删除《处女杀手》的封面”，报道中还断言，维基百科的贡献者们“除了最极端的案例以外赞成包容所有的内容”。但据《卫报》报道，因为“网络观察基金会没有与英国以外的人们交流，所以他们无法体会到到底发生了什么事。”互联网安全专家理查德·克莱顿（Richard Clayton）解释道，“我们经常会看到这种打擦边球的事儿，谁也得不到好处”，他认为基金会的这个决定有些太断章取义，特别是在“因为你可以走进大街上的一家HMV直接买一张”唱片的情况下。2008年12月9日，网络观察基金会将相关的维基百科页面移出了黑名单，其原因是“这个特定案例的背景问题，而且这张图片已经长时间存在并且很容易找到”。

## 对维基百科的影响

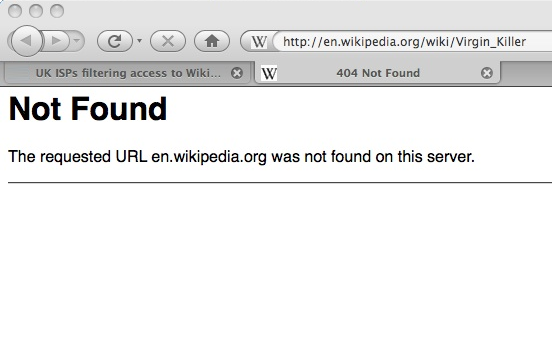
用户试图访问《处女杀手》条目或图片时会看到假的HTTP 404或其它信息

将《处女杀手》列入黑名单也导致了英国维基百科用户的其他意外问题。通常情况下，大部分互联网用户访问网站时都会拥有一个独特的IP地址。但是，由于英国的ISP通过使用Cleanfeed技术来实现网络观察基金会的黑名单过滤，因此所有通过这类受影响ISP访问维基百科的流量将会通过几个数量不多的代理服务器，这会导致站点用户出现问题。自从维基百科允许用户匿名编辑百科条目以来，这些匿名用户只能通过其IP地址来加以识别，同时维基又是利用IP地址来封锁那些破坏网站或违反规则的用户。而在代理服务器的情况下，由于多个用户共享一个IP地址，因此根本无法判断出进行破坏的是哪一个用户，所以为了避免破坏，维基百科“全面禁止6个ISP的匿名编辑，这占到了居住在英国互联网用户的95%”，这一举措立即让几乎所有英国的注册用户提出IP封禁豁免权限申请。事实上受到永久性影响的都是没有在维基百科注册账号的用户，他们之前都仅仅是在一个IP地址而非一个用户名下来对百科全书作出贡献。
维基百科运行的MediaWiki软件可以解析X-Forwarded-For头字段，这让维基百科可以识别用户的真实IP地址而非其使用的代理服务器IP地址，从而实现根据用户原始IP而非代理服务器IP来封锁个别用户，避免因个人行为导致所有用户都受到封锁。然而，没有任何一个ISP将X-Forwarded-For信息反馈到维基百科，这也扭转了维基百科上正常的识别和封锁方法。原本认为只会分配给一个人或一个组织的IP地址被分配给了上百万人和数千名注册编辑用户，维基百科的服务器都只能看到代理服务器的IP地址，而非用户自己的IP地址。由于错误地使用边界网关协议和其它路由技术来重定向过滤代理服务器的连接，部分网络用户被暂时禁止访问或编辑任何维基媒体基金会旗下网站的内容。这个问题让人想起了之前巴基斯坦试图禁止其公民在国内访问YouTube，之后却导致世界上许多地区都意外遭到了封锁。

## 维基媒体基金会的回应
2008年12月7日，运营维基百科的非盈利性组织维基媒体基金会发布了一份新闻稿，其中针对网络观察基金会将维基百科列入黑名单的事件表示，他们“没有任何理由相信该条目或其中的图片，已经在世界上任何地方的任何一个司法管辖区被认定为非法”，并指出是条目而非图片本身遭到了封锁。
2008年12月9日，维基媒体基金会理事会荣誉主席，维基百科创始人之一吉米·威尔斯告诉英国第四台新闻节目，自己曾短暂考虑过采取法律措施。封锁解除后，维基媒体基金会首席法律顾问迈克·戈德温表示“还有很多地方被网络观察基金会及其黑名单的运作所困扰”。

## 内容封锁的撤消
2008年12月9日，网络媒体基金会撤消了封锁并发布了以下声明：
（……）存在问题的图像有可能违反了《1978年儿童保护法令》。但是，网络观察基金会理事会今天（2008年12月9日）考虑到这一特殊案例的实际情况，而且这张图片已经长时间存在并且很容易找到，（因此）已决定将该网页从我们的（黑）名单中删除。

## 后果
这一事件在一些已经实施或考虑实施互联网过滤或审查方案的国家引起了评论。澳大利亚的一个名叫“澳大利亚电子前沿”的非盈利性组织副总裁科林·雅各布斯（Colin Jacobs）表示，“英国的这起事件，因为该国的网络观察基金会将站点的一张图片列入黑名单，就几乎导致整个国家都无法编辑维基百科，这说明了强制ISP过滤的缺陷”。《悉尼先驱晨报》对此评论道，“讽刺的是，对该图片的封锁反而只是让更多的人看到它，而且新闻站点对这个问题和图片的宣传也让维基百科以外的更多网站上有了这个图片”，这已被称为史翠珊效应。从2008年12月7日至11日，英文维基百科的处女杀手条目有超过100万人访问，而在之前的一个月一共也只有21949人次；并且该图片的描述页在这几天也有53万次浏览，而在之前一个月一共也只有9856次。
事件发生时Amazon.com美国站销售《处女杀手》唱片的页面也显示有其封面图片，当时网络观察基金会声称“可能会因为该图片将美国亚马逊加入封锁站点名单”。不过，亚马逊之后决定将图片从网站上移除。
在对起草一份法案处理电脑犯罪所会造成影响的研究中，法国政府将对“处女杀手”的封锁列为滥杀滥伤过滤的一个典型例子。
电子前哨基金会批评了网络观察基金会的理论：
我们同意他们（撤消封锁）的决定，但他们（撤消）的理由不对：他们一开始就不应该去审查那个条目—如果还有谁会比维基百科的编辑们更合法，那就是那些成年而可靠的评判员，他们会判断哪些图像是适合放到百科全书中的。
不过，网络观察基金会仍然主张该图片属于儿童色情，并且主张图片如果是在一个英国的服务器上那么就会受到封锁。